# Larinopoda varipes
Larinopoda varipes är en fjärilsart som beskrevs av Kirby 1887. Larinopoda varipes ingår i släktet Larinopoda och familjen juvelvingar. Inga underarter finns listade i Catalogue of Life.